# Hans Fränkli
Hans Fränkli, né  vers 1410 et mort en 1478 est un maître pelletier et homme politique bernois au XVe siècle.
Fils d'un riche fourreur originaire de Bohême, il accède au Grand Conseil bernois, puis, en 1446 au Petit Conseil, devint bailli de Lenzbourg en 1447 et finalement trésorier de la ville de Berne en 1458. Partisan de la noblesse de la ville, il est l'un des principaux adversaires de l'avoyer Peter Kistler dans la querelle des seigneurs justiciers. Il sert souvent comme ambassadeur de Berne à la Diète fédérale.